# Suntribe
Suntribe war eine Girlgroup aus Estland, die ihr Land beim Eurovision Song Contest 2005 vertrat. Mit dem Lied Let’s Get Loud gewann die Band am 5. Februar 2005 die estnische Vorentscheidung Eurolaul 2005. Beim Song Contest in Kiew am 19. Mai 2005 schied sie in der Qualifikationsrunde aus, kurz darauf wurde die Band aufgelöst.

## Mitglieder
Suntribe bestand aus fünf Sängerinnen, die 2005 zwischen 16 und 20 Jahre alt waren:
- Rebecca Kontus (18)
- Laura Põldvere (16)
- Jaanika Vilipo (20)
- Mari-Leen Kaselaan (16)
- Daana Ots (17)

Alle fünf Bandmitglieder besuchten noch die Schule bzw. die Universität, wo sie sich vor allem auf das Fach Musik konzentrierten. Zu ihren Hobbys zählten sie Motorräder, Modeln, Schwimmen, Volkstanz und Kochen. Als musikalische Vorbilder gaben sie Ella Fitzgerald, Nina Simone, Madonna und Anouk an.
Bandmitglied Laura, die durch einen Talent-Wettbewerb entdeckt wurde, nahm auch mit einem Solo-Beitrag (Moonwalk) an der estnischen Eurovisions-Vorentscheidung teil und belegte den zweiten Platz. Alleine erhielt sie 9906 Stimmen, während für Suntribe 10583 Mal abgestimmt wurde. Daana war zum Zeitpunkt der Vorentscheidung noch kein Mitglied der Gruppe, sondern kam erst später hinzu.

## Umfeld
Produzent von Suntribe war Sven Lõhmus, Entdecker und ehemaliger Produzent der mittlerweile auch außerhalb Estlands bekannten Girlgroup Vanilla Ninja. Jüri Nael war als Choreograph der Gruppe tätig. Gerly Tinn, eine der besten Modedesignerinnen Estlands, hat das Bühnenoutfit von Suntribe für ihren großen Auftritt beim Grand Prix entworfen.